# Reprezentacja Estremadury w piłce nożnej mężczyzn
Reprezentacja Estremadury w piłce nożnej – zespół piłkarski, reprezentujący wspólnotę autonomiczną Hiszpanii - Estremadurę. Reprezentacja nie należy do FIFA ani UEFA, również nie bierze udziału w żadnych turniejach międzynarodowych.

## Mecze oficjalne
- Estremadura —  Gwinea Równikowa 2:1 (28 grudnia 2007)
- Estremadura —  Peru 2:2 (27 grudnia 2008)